# M231 FPW
M231 FPW（M231 Firing Port Weapon）は、歩兵戦闘車のガンポート（銃眼）から射撃が可能な、M16自動小銃の派生型である。

## 概要
アメリカ軍が導入した最初の歩兵戦闘車、M2ブラッドレー歩兵戦闘車のガンポートを通じて車内から射撃できる特殊な自動小銃（"ポートガン"（PortGun）と通称された）としてロックアイランド造兵廠、およびコルト社によって開発された。
当初の要求では「M2に乗車する歩兵の装備するM16をそのまま用いて車内から射撃を可能とすること」とされていたが、一般歩兵用のM16は装甲兵員輸送車や歩兵戦闘車の中で扱うには全長が長すぎたため、専用の自動小銃が開発された。
その後、M2のガンポートは装甲防御力を向上させる改良と運用思想の変化により、車体後部の2つを除いて廃止されたため、M231の使用数も縮小されているが、搭乗員の自衛用や近接戦闘用として現在でも制式装備として運用中である。

## 開発
1972年、歩兵戦闘車製造の計画であったMICV計画の一環として、ガンポートから射撃する専用武器の開発が始まった。
MICV計画の車両は、搭乗する兵士の乗車戦闘用にガンポートが設置されることになっていたため、専用の武器の開発が決定された。ロックアイランド造兵廠は、第二次世界大戦でガンポート用武器として使用されたM3サブマシンガンや、H&K社によって開発されたHK33を基にした新たな武器の開発を考えたが、最も有望な選択肢であったM16系統の武器として開発することに変更した。

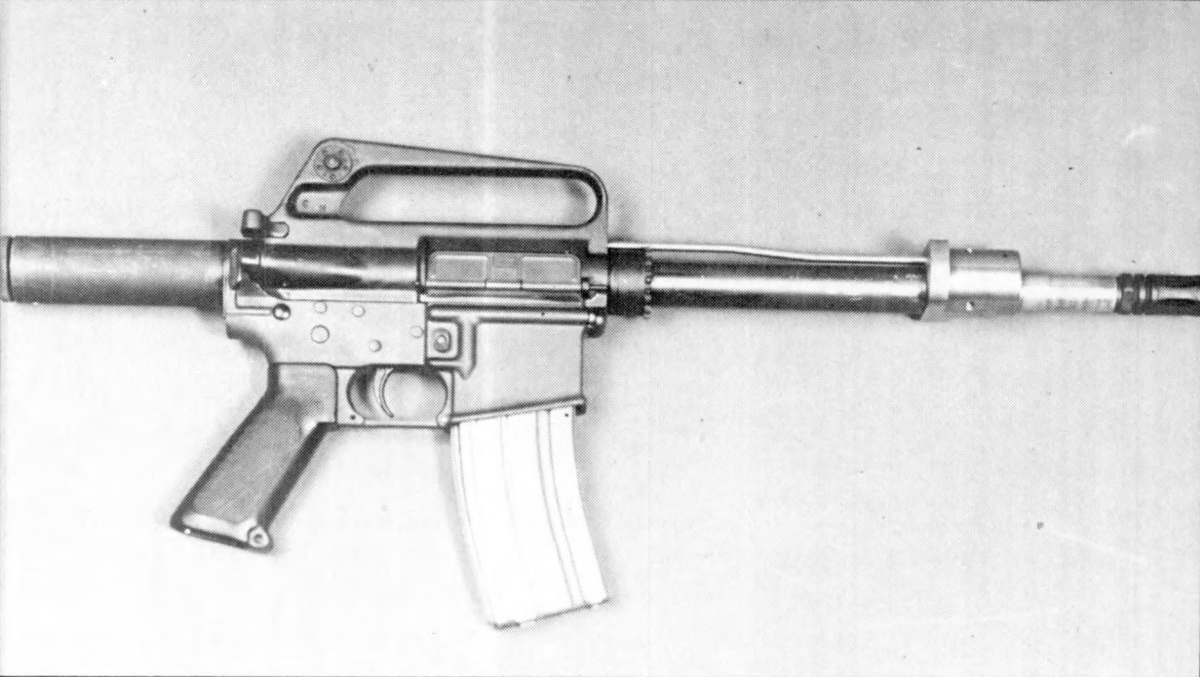
試作型 XM231

最初にロックアイランド造兵廠が開発した試作品はM3に倣ったもので、280mmに短縮された銃身を持ち、原型のM16とは異なりオープンボルト式で、1,050発/分と非常に発射速度が速かった。ガンポートより用いる他、兵士が手持ち火器として車外でも効果的に使用するため、車体への固定用機構がなく、通常の小銃と同様の照準器（リアサイトはM16と同形で、フロントサイトは起倒式）とM3のものに似た、太い金属線を折り曲げて作られた伸縮式の銃床が付けられていた。
試作品は、テストの結果幾つかの改良点が指摘され、以後の開発と改良はM16同様コルト社が契約を与えられて設計に取り組むことになった。
コルト社による2次試作品には、特殊なバッファと、3本のスプリングを入れ子式にまとめたスプリング・アセンブリーが組み込まれた。この機構は、発射速度を200発/分にまで下げるために導入されたもので、走行中の車両から兵士が射撃した時、発射された最初の弾丸が目標に着弾する頃には弾倉が空になってしまう（最初の1連射で弾が尽きてしまい、照準修正ができない）可能性を減らしている。更に、車内からガンポートに固定するためのネジ止め機構が付いた新しいハンドガードが導入された。コルト社による改良型が完成する頃には金属線を用いた伸縮式の銃床は使われない傾向にあり、車両内での使用に限定すれば銃床は邪魔であるため、あるいは兵士がM231をM16と間違えて使わないようにするため、銃床も廃止された。
1974年、コルト社によって開発された新たな試作型はXM231と命名され、運用テストの結果から「“狙って撃つ”ことよりは“弾幕を張る”形で射撃するべき」と結論されたため、発射速度を抑える機構は除去され、発射速度は1,100-1,200発に戻った。更に幾つかの点を改良した後、1979年にM231として採用された。

## 運用・評価

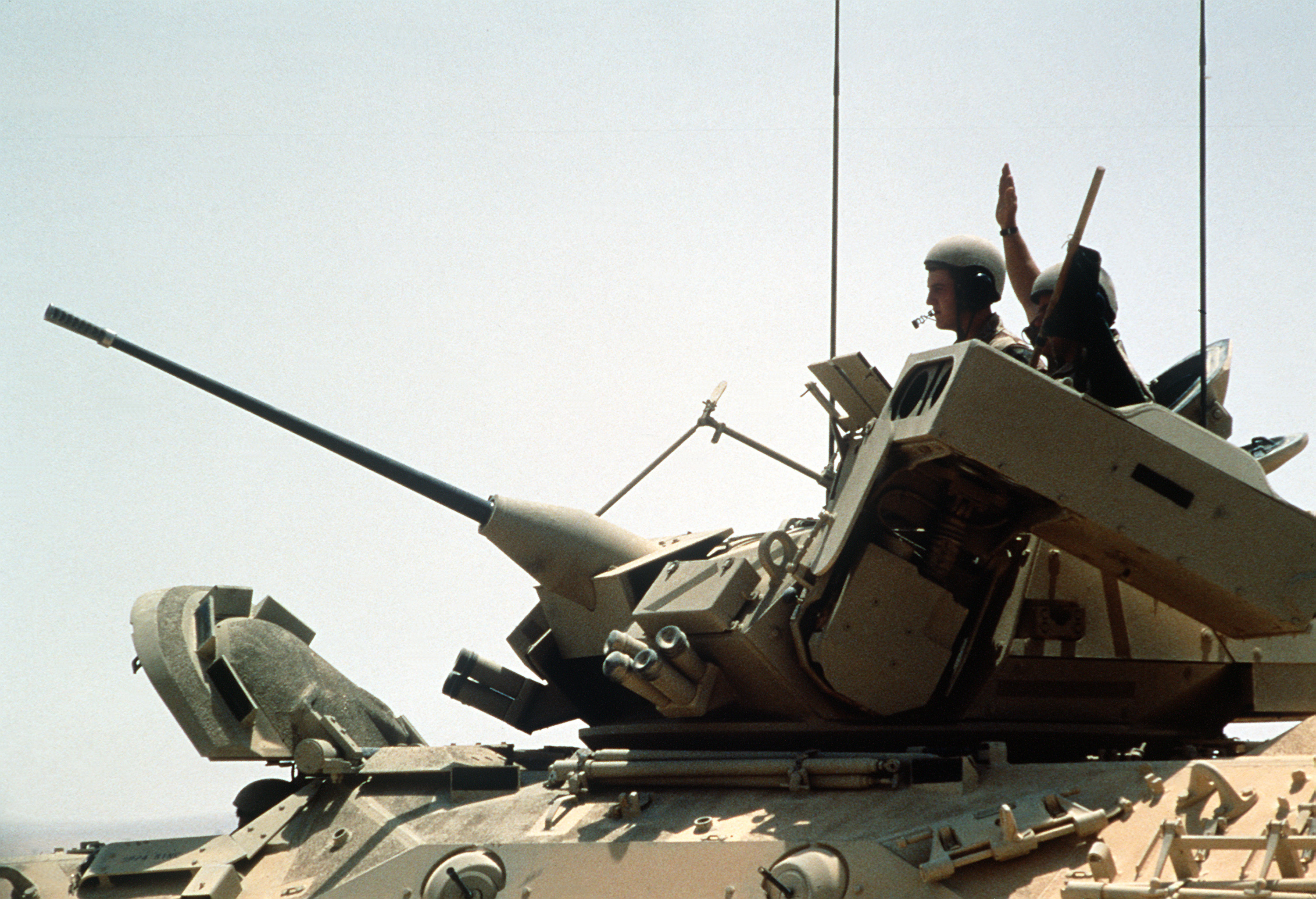
M2ブラッドレー歩兵戦闘車の左側面部分のクローズアップ
砲塔下にある円形のものがガンポートで、そこから突き出しているものがM231の銃身である

M231は、それ自体には大きな問題もなく、開発に際しても実用に際しても重大な問題を発生させたことはないが、アメリカ軍における「歩兵戦闘車」という兵器に対する開発・運用思想が変更されたため、導入後しばらくすると不要の装備となり、実際にはほとんど使われなかった。
米軍が「歩兵戦闘車」という新たなカテゴリの装備を開発・導入した際に利点としたことの1つに、「乗車した歩兵はただ輸送されるだけではなく、ガンポートより自らの持つ小銃を用いて積極的に戦闘に参加することができる」という点があったが、結果的には専用の装備として本銃を開発することになり、M2ブラッドレー歩兵戦闘車を「失敗作」として批判する際に欠点の1つとして指摘されている。
M2歩兵戦闘車の改良に伴って前線部隊から引き揚げられたM231は予備兵器とされ、後に特殊部隊の用いる超短縮形アサルトライフルのベースモデルとして様々な改造が施されたものが試作された他、所定の改修を施してPDW（個人防衛用装備）として再制式化する計画が立案されたが、いずれの用途にも発射速度が早すぎて不適切とされ、以後も"ポートガン"として限定的に使用されたのみに留まったが、イラク戦争では車両搭乗員が単独で手持ちの自衛用火器として用いている記録写真や映像が存在しており、21世紀に至っても装備・運用されている模様である。
余剰となったM231は少数が民間市場に放出されたが、オリジナルのままでは全自動射撃しかできない点を始めとして、アメリカの銃規制に抵触する点があるために販売・所持には制限があり、民間の所有物として見る機会は稀である。

## 構成

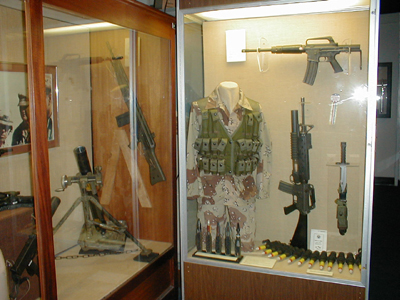
M231 FPW（ワイヤーストック装備型）
（画像中央上）

M231はM16の発展型で、基本的な機構は同じだが、様々な点で原型のM16と異なっている。銃床はなく、レシーバー後端にはバッファーチューブが露出しており、フロントサイト、リアサイトともに照準器は装備されていない。
最大の変更点は、作動方式がクローズドボルト方式からオープンボルト方式に変更されたことで、そのためM16の改良型に追加されたボルトフォワードアシスト（遊底強制閉鎖機構）も備えられていない。銃身長は396mmで、照準器は装備されず、照準は発射する曳光弾の光跡を潜望鏡もしくは視察孔から目視して弾道を修正することによって行う。レシーバー下部に取り付けられた特殊なサイドプレートにより、この武器は全自動射撃の機能しか持たず、セレクターも「safe（安全）」「auto（全自動）」のみである。また、M16の改良型と異なり、排莢口直後の排莢方向偏向突起（カートデフレクター）は設けられていない。排出された空薬莢が車内に飛び散ることを防ぐため、M2ブラッドレー歩兵戦闘車のガンポート装着時には側面に薬莢受けとそれに接続されたホースが装着され、薬莢はまとめて回収される。これらの相違点があるものの、M231は標準的なM16と65%の部品共通性を持っている。
30発装弾の弾倉はM16系列と共通だが、照準器がなく曳光弾の光跡を目視して照準を修正する都合上、M196曳光弾のみが射撃に用いられ、実戦時には弾倉にこれのみを装弾する。訓練用にはM199模擬弾とM200空包が使われる。緊急時にはM193 5.56x45mm弾が用いられることになっており、より重いM855 5.56x45mm弾およびM856曳光弾は使われないことになっている。
緊急時でなければ、M231は車外で使用してはならないとされている。発射速度が早いために銃声や銃口炎・銃口衝撃波が大きく、銃身とハンドガードの温度がM16に比べ急速に上昇すること、銃床がないために安定して構えるのが困難であり、また、大量の薬莢を高速で排出する（射撃直後の高温の空薬莢が周囲に飛び散ることは、非常に危険である）点が射手とその周囲にいる者にとって危険なためで、オペレーターマニュアルには車外で武器を使用する際に講じなければならない、以下の4つの予防措置が記載されている。
- 射撃中の銃口の跳ね上がりに注意すること。
- 射撃直後に銃身部や銃口に素手で接触しないこと。また、可燃性のあるもの、熱に弱いものに射撃直後の銃口や銃身部を近づけてはならない。
- 射撃時には耳栓を着用すること。
- 薬莢受けまたは薬莢排出ホースを導入すること。

※これらは義務である。
上記のような注意事項や内部機構の変更点などはあるものの、M231の操作・使用手順はM16と基本的に同一であり、M16の使用教育を受けたものであれば、特に追加の教育をされることなくそのまま使用できる。

## 登場作品

### ゲーム
『ARMA 2』
使用できる火器の1つとして登場。発射速度の速さも再現されている。